# (420) Бертольда
(420) Бертольда (420 Bertholda по каталогу ЦМП) — довольно крупный астероид главного пояса.

## Открытие и название
Бертольда была открыта 7 сентября 1896 года немецким астрономом Максом Вольфом в обсерватории Хайдельберга. При регистрации открытия объекту было присвоено обозначение 1896 CY.
Астероид был назван в честь Бертольда I — герцога Каринтии и маркграфа Вероны, основателя династии Церингенов. Название утверждено в 1897 году.

## Орбитальные характеристики
Бертольда обращается во внешней части Главного пояса астероидов на среднем расстоянии в 3,413 а. е. (510,6 млн км) от Солнца. Её орбита — почти круговая с эксцентриситетом 0,0317 и наклонением 6,69°. Таким образом, максимальное расстояние от Бертольды до Солнца составляет 3,521 а. е. (526,8 млн км), минимальное — 3,305 а. е. (494,4 млн км). По орбитальным характеристикам Бертольда относится к семейству Кибелы.
Период обращения Бертольды вокруг Солнца составляет 6,31 года (2303 суток). Последний раз Бертольда прошла перигелий 9 сентября 2012 года.
Абсолютная звёздная величина Бертольды составляет 8,31m. Её видимый блеск в течение синодического периода меняется в пределах 12,8-14,8m.

## Физические характеристики
Согласно данным, полученным в 1983 году с помощью космической обсерватории IRAS средний диаметр Бертольды равен 141,25±6,9 км, а альбедо — 0,0420±0,004. Исследование астероида в 2010 году посредством космического телескопа WISE, дало значение для её диаметра 144,000±5,683 км, а для альбедо — 0,0404±0,0081.
По классификации Толена Бертольда принадлежит к спектральному классу P.
Исследование спектра Бертольды, опубликованное в 1989 году, даёт для её периода вращения значение 11,04 ч (11 ч 2 мин). Это хорошо согласуется с результатами, опубликованными в 2001 году, согласно которым Бертольда совершает оборот вокруг собственной оси за 10,97 ч.